# Sieńkowo (porieczenskaja wołost)
Sieńkowo (ros. Сеньково) – wieś (dieriewnia) w Rosji, w obwodzie pskowskim, w rejonie wielkołuckim. W 2010 liczyła 17 mieszkańców.